# Suisse aux Jeux mondiaux
Cet article contient des informations sur la participation et les résultats de la Suisse aux Jeux mondiaux.
La Suisse a participé à tous les Jeux mondiaux depuis la première édition de 1981 et a toujours ramené des médailles.

## Bilan général

### Par année
| Edition | Année | Ville       | Pays       |   |   |   | Total | Rang |
| 1e      | 1981  | Santa Clara | États-Unis | 1 | 2 | 1 | 4     | 17e  |
| 2e      | 1985  | Londres     | Angleterre | 1 | 2 | 4 | 7     | 16e  |
| 3e      | 1989  | Karlsruhe   | Allemagne  | 1 | 5 | 4 | 10    | 17e  |
| 4e      | 1993  | La Haye     | Pays-Bas   | 2 | 1 | 1 | 4     | 25e  |
| 5e      | 1997  | Lahti       | Finlande   | 1 | 1 | 1 | 3     | 29e  |
| 6e      | 2001  | Akita       | Japon      | 0 | 2 | 0 | 2     | 38e  |
| 7e      | 2005  | Duisbourg   | Allemagne  | 4 | 1 | 3 | 8     | 14e  |
| 8e      | 2009  | Kaohsiung   | Taïwan     | 3 | 4 | 0 | 7     | 15e  |
| 9e      | 2013  | Cali        | Colombie   | 4 | 4 | 0 | 8     | 13e  |
| 10e     | 2017  | Wrocław     | Pologne    | 3 | 8 | 3 | 14    | 17e  |
| 11e     | 2022  | Birmingham  | États-Unis | 5 | 4 | 3 | 12    | 15e  |